# فيك فليك
فيك فليك (بالإنجليزية: Vic Flick)‏ هو عازف قيثارة بريطاني، ولد في 14 مايو 1937 في ووستر بارك ‏ في المملكة المتحدة.

## وصلات خارجية
- الموقع الرسمي
- فيك فليك على موقع IMDb (الإنجليزية)
- فيك فليك على موقع ألو سيني (الفرنسية)
- فيك فليك على موقع ميوزك برينز (الإنجليزية)
- فيك فليك على موقع أول موفي (الإنجليزية)
- فيك فليك على موقع ديسكوغز (الإنجليزية)
- فيك فليك على موقع قاعدة بيانات الفيلم (الإنجليزية)
- فيك فليك على موقع كينوبويسك (الروسية)